# Гоннеза
Гоннеза (итал. Gonnesa) — коммуна в Италии, располагается в регионе Сардиния, подчиняется административному центру Южная Сардиния.
Население составляет 4 913 человека (30-06-2019), плотность населения составляет 102,23 чел./км². Занимает площадь 48,06 км². Почтовый индекс — 9010. Телефонный код — 0781.
Покровителем коммуны почитается святой апостол Андрей, празднование 30 ноября .

## Примечание
1. ↑  Statistiche demografiche ISTAT. demo.istat.it. Дата обращения: 18 ноября 2019. Архивировано из оригинала 24 июля 2019 года.
2. ↑  Gonnèsa. Дата обращения: 19 января 2025. Архивировано 24 января 2025 года.